# Campanula mairei
Campanula mairei là loài thực vật có hoa trong họ Hoa chuông. Loài này được Pau ex Maire mô tả khoa học đầu tiên năm 1928.